# 蒼穹號電子偵察艦
蒼穹號電子偵察艦（土耳其語:TCG Ufuk A-591）是土耳其海軍的一艘電子偵察艦，該艦以島級護衛艦為藍本發展而來，是世界上最小的電子偵察艦。主要用於實驗土耳其研發的各種電子設備。由於是非作戰艦艇，該艦只保留兩挺遥控机枪用於自衛。由“伊斯坦布爾”海軍造船廠建造，2019年2月10日下水，2021年12月10日交艦，並於2022年1月正式服役。